# بالگردگاه واتیکان
بالگردگاه واتیکان (لاتین: Portus helicopterorum Civitatis Vaticanae، ایتالیایی: Eliporto di Città del Vaticano) یک بالگردگاه بتنی مستطیل‌شکل به ابعاد ۲۵ × ۱۷ متر (۸۲ × ۵۶ فوت) واقع در دولت‌شهر واتیکان است. از آن برای سفرهای کوتاه پاپ و رئیس کشورهای بازدیدکننده از و به واتیکان استفاده می‌شود.